# Mistrzostwa Świata w Narciarstwie Alpejskim 1931 – slalom mężczyzn
Slalom mężczyzn na 1. Mistrzostwach Świata w Narciarstwie Alpejskim został rozegrany 23 lutego 1931 roku, na trasie Wintereggstrecke. Pierwszym w historii mistrzem świata został David Zogg ze Szwajcarii, drugie miejsce zajął Austriak Anton Seelos, a brązowy medal zdobył Friedl Däuber z Rzeszy Niemieckiej. 
W zawodach wystartowało 30. zawodników, z których 25. ukończyło rywalizację.

## Wyniki
| Pozycja | Zawodnik             | Państwo              | Czas   | Strata |
| ------- | -------------------- | -------------------- | ------ | ------ |
| 01 !    | David Zogg           | Szwajcaria           | 0:54,6 | -      |
| 02 !    | Anton Seelos         | Republika Austriacka | 0:55,4 | +0,8   |
| 03 !    | Friedl Däuber        | Rzesza Niemiecka     | 0:55,8 | +1,2   |
| 4       | William James Riddel | Wielka Brytania      | 0:57,9 | +3,3   |
| 5       | Walter Prager        | Szwajcaria           | 1:01,1 | +6,5   |
| 6       | Martin Neuner        | Rzesza Niemiecka     | 1:01,6 | +7,0   |
| 7       | Peter Lunn           | Wielka Brytania      | 1:02,5 | +7,9   |
| 7       | Hans von Weech       | Rzesza Niemiecka     | 1:02,5 | +7,9   |
| 9       | Bill Bracken         | Wielka Brytania      | 1:02,7 | +8,2   |
| 10      | Ulrich Neuner        | Rzesza Niemiecka     | 1:04,8 | +10,2  |
| 11      | E.W.A. Richardson    | Wielka Brytania      | 1:06,5 | +11,9  |
| 12      | Hannes Schroll       | Republika Austriacka | 1:10,0 | +15,4  |
| 13      | Harold Mitchell      | Wielka Brytania      | 1:10,1 | +15,5  |
| 14      | Karl Reiser          | Rzesza Niemiecka     | 1:10,4 | +15,8  |
| 15      | Tony Knebworth       | Wielka Brytania      | 1:10,5 | +15,9  |
| 16      | Karl Rösen           | Rzesza Niemiecka     | 1:13,3 | +18,7  |
| 16      | Thomas Mitchell      | Australia            | 1:13,3 | +18,7  |
| 18      | Pelham Maitland      | Wielka Brytania      | 1:17,0 | +22,4  |
| 19      | Peter von Le Fort    | Rzesza Niemiecka     | 1:23,3 | +28,7  |
| 20      | Carlo Barassi        | Włochy               | 1:39,4 | +44,8  |
| —       | Willi Steuri         | Szwajcaria           | —      | —      |
| —       | Otto Furrer          | Szwajcaria           | —      | —      |
| —       | Fritz Steuri         | Szwajcaria           | —      | —      |
| —       | Ernst von Allmen     | Szwajcaria           | —      | —      |
| —       | Hans Schlunegger     | Szwajcaria           | —      | —      |
| —       | Harald Reinl         | Republika Austriacka | —      | —      |
| —       | Gustav Lantschner    | Republika Austriacka | —      | —      |
| —       | Otto Lantschner      | Republika Austriacka | —      | —      |
| —       | Dick Waghorn         | Wielka Brytania      | —      | —      |
| —       | Chris Mackintosh     | Wielka Brytania      | —      | —      |